# Idršek
Idršek – wieś w Słowenii, w gminie Idrija. W 2018 roku liczyła 38 mieszkańców.